# Campeonato de Primera División 1980 (Argentina)
El Campeonato de Primera División 1980, oficialmente Campeonato Cuarto Centenario de la Segunda Fundación de la Ciudad de Buenos Aires 1980 y conocido como Torneo Metropolitano 1980, fue el sexagésimo quinto y el primero de los dos disputados ese año organizados por la AFA, en la quicuagésima temporada del fútbol profesional en la Primera División de Argentina. Comenzó el 10 de febrero y finalizó el 31 de agosto. Se jugó en dos ruedas de todos contra todos. 
Fue el primer torneo regular disputado por equipos directa e indirectamente afiliados a la AFA, debido a la inclusión del Club Atlético Talleres, de la ciudad de Córdoba, habilitado mediante la Resolución 1.309, que establecía que los  equipos indirectamente  afiliados que disputaran las instancias finales del Torneo Nacional durante dos de tres años consecutivos, con carácter retroactivo, serían incorporados a la disputa de los campeonatos regulares, como el Torneo Metropolitano. 
El campeón fue el Club Atlético River Plate, en lo que constituyó su decimonovena consagración en la era profesional, ocurrida en la 34.ª fecha, en la que derrotó al Club Atlético Tigre, en su estadio. Obtuvo así su tercer tricampeonato y clasificó a la Copa Libertadores 1981, junto con el Club Atlético Rosario Central, ganador del siguiente Torneo Nacional.
Por otra parte, descendieron a Primera B los tres equipos que terminaron en los últimos lugares de la tabla, y clasificaron al Nacional todos los demás participantes, con la inclusión del Quilmes Atlético Club, el mejor ubicado de los tres descendidos.

## Ascensos y descensos
| Pos | Equipo ascendido |
| --- | ---------------- |
| 1.º | Tigre            |

| Equipo incorporado por la Resolución 1.309 |
| ------------------------------------------ |
| Talleres (C)                               |

| Pos      | Equipos descendidos en la temporada 1979 |
| -------- | ---------------------------------------- |
| 2.º Desc | Gimnasia y Esgrima (LP)                  |
| 3.º Desc | Chacarita Juniors                        |
| 4.º Desc | Atlanta                                  |

De esta forma, el número de participantes se redujo a 19.

## Equipos
| Equipo             | Ciudad       |
| ------------------ | ------------ |
| All Boys           | Buenos Aires |
| Argentinos Juniors | Buenos Aires |
| Boca Juniors       | Buenos Aires |
| Colón              | Santa Fe     |
| Estudiantes        | La Plata     |
| Ferro Carril Oeste | Buenos Aires |
| Huracán            | Buenos Aires |
| Independiente      | Avellaneda   |
| Newell's Old Boys  | Rosario      |
| Platense           | Florida      |
| Quilmes            | Quilmes      |
| Racing Club        | Avellaneda   |
| River Plate        | Buenos Aires |
| Rosario Central    | Rosario      |
| San Lorenzo        | Buenos Aires |
| Talleres           | Córdoba      |
| Tigre              | Victoria     |
| Unión              | Santa Fe     |
| Vélez Sarsfield    | Buenos Aires |

### Distribución geográfica de los equipos
| Región                 | Cant. | Equipos |
| ---------------------- | ----- | --- |
| Ciudad de Buenos Aires | 8     | All Boys, Argentinos Juniors, Boca Juniors, Ferro Carril Oeste, Huracán, River Plate, San Lorenzo y Vélez Sarsfield |
| Conurbano bonaerense   | 5     | Independiente, Platense, Quilmes, Racing Club y Tigre                                                               |
| Provincia de Santa Fe  | 4     | Colón, Newell's Old Boys, Rosario Central y Unión                                                                   |
| Ciudad de La Plata     | 1     | Estudiantes |
| Provincia de Córdoba   | 1     | Talleres |

## Tabla de posiciones final
| Pos. | Equipo             | Pts. | PJ | PG | PE | PP | GF | GC | Dif. |
| ---- | ------------------ | ---- | -- | -- | -- | -- | -- | -- | ---- |
| 1.º  | River Plate        | 51   | 36 | 20 | 11 | 5  | 64 | 33 | 31   |
| 2.º  | Argentinos Juniors | 42   | 36 | 13 | 16 | 7  | 57 | 48 | 9    |
| 3.º  | Talleres (C)       | 41   | 36 | 12 | 17 | 7  | 58 | 43 | 15   |
| 4.º  | Platense           | 41   | 36 | 12 | 17 | 7  | 36 | 30 | 6    |
| 5.º  | Unión              | 39   | 36 | 16 | 7  | 13 | 49 | 44 | 5    |
| 6.º  | Newell's Old Boys  | 38   | 36 | 12 | 14 | 10 | 54 | 35 | 19   |
| 7.º  | Boca Juniors       | 38   | 36 | 12 | 14 | 10 | 43 | 47 | −4   |
| 8.º  | Huracán            | 37   | 36 | 11 | 15 | 10 | 58 | 50 | 8    |
| 9.º  | Rosario Central    | 37   | 36 | 11 | 15 | 10 | 43 | 41 | 2    |
| 10.º | Racing Club        | 36   | 36 | 9  | 18 | 9  | 35 | 34 | 1    |
| 11.º | Colón              | 36   | 36 | 13 | 10 | 13 | 41 | 49 | −8   |
| 12.º | Estudiantes (LP)   | 36   | 36 | 10 | 16 | 10 | 34 | 43 | −9   |
| 13.º | Ferro Carril Oeste | 35   | 36 | 11 | 13 | 12 | 55 | 50 | 5    |
| 14.º | Independiente      | 35   | 36 | 11 | 13 | 12 | 45 | 49 | −4   |
| 15.º | Vélez Sarsfield    | 35   | 36 | 11 | 13 | 12 | 35 | 42 | −7   |
| 16.º | San Lorenzo        | 33   | 36 | 9  | 15 | 12 | 39 | 43 | −4   |
| 17.º | Quilmes            | 30   | 36 | 6  | 18 | 12 | 37 | 44 | −7   |
| 18.º | All Boys           | 23   | 36 | 3  | 17 | 16 | 29 | 56 | −27  |
| 19.º | Tigre              | 21   | 36 | 5  | 11 | 20 | 38 | 69 | −31  |

|  | Campeón.                  |
|  | Descendió a la Primera B. |

## Resultados

### Primera rueda
| Fecha 1           | Fecha 1   | Fecha 1            | Fecha 1 | Fecha 1       | Fecha 1 |
| Local             | Resultado | Visitante          | Estadio | Fecha         | Hora    |
| ----------------- | --------- | ------------------ | ------- | ------------- | ------- |
| Independiente     | 2 - 3     | Argentinos Juniors |         | 10 de febrero | -       |
| Tigre             | 2 - 2     | Ferro Carril Oeste |         | 10 de febrero | -       |
| River Plate       | 1 - 1     | Colón              |         | 10 de febrero | -       |
| Newell's Old Boys | 0 - 0     | Estudiantes (LP)   |         | 10 de febrero | -       |
| Quilmes           | 2 - 2     | Rosario Central    |         | 10 de febrero | -       |
| Unión             | 2 - 0     | Boca Juniors       |         | 10 de febrero | -       |
| All Boys          | 0 - 0     | Platense           |         | 10 de febrero | -       |
| Vélez Sarsfield   | 0 - 2     | Racing Club        |         | 10 de febrero | -       |
| Huracán           | 1 - 1     | Talleres (C)       |         | 10 de febrero | -       |

| Fecha 2            | Fecha 2   | Fecha 2           | Fecha 2 | Fecha 2       | Fecha 2 |
| Local              | Resultado | Visitante         | Estadio | Fecha         | Hora    |
| ------------------ | --------- | ----------------- | ------- | ------------- | ------- |
| Talleres (C)       | 3 - 1     | Vélez Sarsfield   |         | 17 de febrero | -       |
| Racing Club        | 1 - 0     | All Boys          |         | 17 de febrero | -       |
| Platense           | 2 - 2     | Unión             |         | 17 de febrero | -       |
| Boca Juniors       | 2 - 2     | Quilmes           |         | 17 de febrero | -       |
| Rosario Central    | 0 - 3     | Newell's Old Boys |         | 17 de febrero | -       |
| Estudiantes (LP)   | 1 - 1     | River Plate       |         | 17 de febrero | -       |
| Colón              | 1 - 1     | Tigre             |         | 17 de febrero | -       |
| Ferro Carril Oeste | 2 - 1     | Independiente     |         | 17 de febrero | -       |
| Argentinos Juniors | 3 - 0     | San Lorenzo       |         | 17 de febrero | -       |

| Fecha 3           | Fecha 3   | Fecha 3            | Fecha 3 | Fecha 3       | Fecha 3 |
| Local             | Resultado | Visitante          | Estadio | Fecha         | Hora    |
| ----------------- | --------- | ------------------ | ------- | ------------- | ------- |
| San Lorenzo       | 1 - 3     | Ferro Carril Oeste |         | 24 de febrero | -       |
| Independiente     | 3 - 1     | Colón              |         | 24 de febrero | -       |
| Tigre             | 2 - 2     | Estudiantes (LP)   |         | 24 de febrero | -       |
| River Plate       | 2 - 0     | Rosario Central    |         | 24 de febrero | -       |
| Newell's Old Boys | 5 - 2     | Boca Juniors       |         | 24 de febrero | -       |
| Quilmes           | 0 - 0     | Platense           |         | 24 de febrero | -       |
| Unión             | 1 - 0     | Racing Club        |         | 24 de febrero | -       |
| All Boys          | 0 - 0     | Talleres (C)       |         | 24 de febrero | -       |
| Vélez Sarsfield   | 4 - 3     | Huracán            |         | 24 de febrero | -       |

| Fecha 4            | Fecha 4   | Fecha 4            | Fecha 4 | Fecha 4    | Fecha 4 |
| Local              | Resultado | Visitante          | Estadio | Fecha      | Hora    |
| ------------------ | --------- | ------------------ | ------- | ---------- | ------- |
| Boca Juniors       | 2 - 5     | River Plate        |         | 2 de marzo | -       |
| Huracán            | 3 - 2     | All Boys           |         | 2 de marzo | -       |
| Talleres (C)       | 4 - 2     | Unión              |         | 2 de marzo | -       |
| Racing Club        | 0 - 0     | Quilmes            |         | 2 de marzo | -       |
| Platense           | 1 - 0     | Newell's Old Boys  |         | 2 de marzo | -       |
| Rosario Central    | 3 - 1     | Tigre              |         | 2 de marzo | -       |
| Estudiantes (LP)   | 1 - 1     | Independiente      |         | 2 de marzo | -       |
| Colón              | 2 - 2     | San Lorenzo        |         | 2 de marzo | -       |
| Ferro Carril Oeste | 1 - 2     | Argentinos Juniors |         | 2 de marzo | -       |

| Fecha 5            | Fecha 5   | Fecha 5          | Fecha 5 | Fecha 5    | Fecha 5 |
| Local              | Resultado | Visitante        | Estadio | Fecha      | Hora    |
| ------------------ | --------- | ---------------- | ------- | ---------- | ------- |
| Quilmes            | 2 - 2     | Talleres (C) 2   |         | 5 de marzo | -       |
| Argentinos Juniors | 2 - 2     | Colón            |         | 5 de marzo | -       |
| River Plate        | 2 - 0     | Platense         |         | 5 de marzo | -       |
| Unión              | 0 - 0     | Huracán          |         | 5 de marzo | -       |
| All Boys           | 1 - 1     | Vélez Sarsfield  |         | 5 de marzo | -       |
| Tigre              | 2 - 0     | Boca Juniors     |         | 5 de marzo | -       |
| San Lorenzo        | 2 - 0     | Estudiantes (LP) |         | 5 de marzo | -       |
| Newell's Old Boys  | 0 - 0     | Racing Club      |         | 5 de marzo | -       |
| Independiente      | 2 - 0     | Rosario Central  |         | 5 de marzo | -       |

| Fecha 6          | Fecha 6   | Fecha 6            | Fecha 6 | Fecha 6    | Fecha 6 |
| Local            | Resultado | Visitante          | Estadio | Fecha      | Hora    |
| ---------------- | --------- | ------------------ | ------- | ---------- | ------- |
| Boca Juniors     | 2 - 5     | Independiente      |         | 9 de marzo | -       |
| Estudiantes (LP) | 2 - 2     | Argentinos Juniors |         | 9 de marzo | -       |
| Colón            | 2 - 2     | Ferro Carril Oeste |         | 9 de marzo | -       |
| Talleres (C)     | 0 - 0     | Newell's Old Boys  |         | 9 de marzo | -       |
| Rosario Central  | 1 - 0     | San Lorenzo        |         | 9 de marzo | -       |
| Racing Club      | 0 - 1     | River Plate        |         | 9 de marzo | -       |
| Vélez Sarsfield  | 2 - 1     | Unión              |         | 9 de marzo | -       |
| Platense         | 1 - 0     | Tigre              |         | 9 de marzo | -       |
| Huracán          | 0 - 0     | Quilmes            |         | 9 de marzo | -       |

| Fecha 7            | Fecha 7   | Fecha 7          | Fecha 7 | Fecha 7     | Fecha 7 |
| Local              | Resultado | Visitante        | Estadio | Fecha       | Hora    |
| ------------------ | --------- | ---------------- | ------- | ----------- | ------- |
| Ferro Carril Oeste | 2 - 1     | Estudiantes (LP) |         | 16 de marzo | -       |
| Argentinos Juniors | 4 - 1     | Rosario Central  |         | 16 de marzo | -       |
| San Lorenzo        | 1 - 1     | Boca Juniors     |         | 16 de marzo | -       |
| Independiente      | 4 - 1     | Platense         |         | 16 de marzo | -       |
| Tigre              | 1 - 2     | Racing Club      |         | 16 de marzo | -       |
| River Plate        | 3 - 0     | Talleres (C)     |         | 16 de marzo | -       |
| Newell's Old Boys  | 5 - 1     | Huracán          |         | 16 de marzo | -       |
| Quilmes            | 2 - 0     | Vélez Sarsfield  |         | 16 de marzo | -       |
| Unión              | 1 - 3     | All Boys         |         | 16 de marzo | -       |

| Fecha 8          | Fecha 8   | Fecha 8            | Fecha 8 | Fecha 8     | Fecha 8 |
| Local            | Resultado | Visitante          | Estadio | Fecha       | Hora    |
| ---------------- | --------- | ------------------ | ------- | ----------- | ------- |
| Huracán          | 3 - 2     | River Plate        |         | 19 de marzo | -       |
| Boca Juniors     | 2 - 1     | Argentinos Juniors |         | 19 de marzo | -       |
| Platense         | 2 - 1     | San Lorenzo        |         | 19 de marzo | -       |
| Estudiantes (LP) | 2 - 0     | Colón              |         | 19 de marzo | -       |
| Talleres (C)     | 0 - 0     | Tigre              |         | 19 de marzo | -       |
| Racing Club      | 1 - 1     | Independiente      |         | 19 de marzo | -       |
| All Boys         | 2 - 1     | Quilmes            |         | 19 de marzo | -       |
| Vélez Sarsfield  | 1 - 0     | Newell's Old Boys  |         | 19 de marzo | -       |
| Rosario Central  | 1 - 0     | Ferro Carril Oeste |         | 19 de marzo | -       |

| Fecha 9            | Fecha 9   | Fecha 9         | Fecha 9 | Fecha 9     | Fecha 9 |
| Local              | Resultado | Visitante       | Estadio | Fecha       | Hora    |
| ------------------ | --------- | --------------- | ------- | ----------- | ------- |
| Newell's Old Boys  | 3 - 0     | All Boys        |         | 22 de marzo | -       |
| Colón              | 2 - 0     | Rosario Central |         | 23 de marzo | -       |
| Ferro Carril Oeste | 1 - 1     | Boca Juniors    |         | 23 de marzo | -       |
| Argentinos Juniors | 0 - 0     | Platense        |         | 23 de marzo | -       |
| San Lorenzo        | 0 - 1     | Racing Club     |         | 23 de marzo | -       |
| Independiente      | 1 - 1     | Talleres (C)    |         | 23 de marzo | -       |
| Tigre              | 2 - 5     | Huracán         |         | 23 de marzo | -       |
| River Plate        | 0 - 1     | Vélez Sarsfield |         | 23 de marzo | -       |
| Quilmes            | 3 - 3     | Unión           |         | 23 de marzo | -       |

| Fecha 10        | Fecha 10  | Fecha 10           | Fecha 10 | Fecha 10    | Fecha 10 |
| Local           | Resultado | Visitante          | Estadio  | Fecha       | Hora     |
| --------------- | --------- | ------------------ | -------- | ----------- | -------- |
| Unión           | 0 - 3     | Newell's Old Boys  |          | 31 de marzo | -        |
| All Boys        | 1 - 1     | River Plate        |          | 31 de marzo | -        |
| Vélez Sarsfield | 2 - 3     | Tigre              |          | 31 de marzo | -        |
| Huracán         | 3 - 1     | Independiente      |          | 31 de marzo | -        |
| Talleres (C)    | 3 - 0     | San Lorenzo        |          | 31 de marzo | -        |
| Racing Club     | 2 - 2     | Argentinos Juniors |          | 31 de marzo | -        |
| Platense        | 1 - 0     | Ferro Carril Oeste |          | 31 de marzo | -        |
| Boca Juniors    | 1 - 0     | Colón              |          | 31 de marzo | -        |
| Rosario Central | 1 - 1     | Estudiantes (LP)   |          | 31 de marzo | -        |

| Fecha 11           | Fecha 11  | Fecha 11        | Fecha 11 | Fecha 11   | Fecha 11 |
| Local              | Resultado | Visitante       | Estadio  | Fecha      | Hora     |
| ------------------ | --------- | --------------- | -------- | ---------- | -------- |
| Ferro Carril Oeste | 5 - 4     | Racing Club     |          | 3 de abril | -        |
| Newell's Old Boys  | 3 - 0     | Quilmes         |          | 3 de abril | -        |
| River Plate        | 4 - 3     | Unión           |          | 3 de abril | -        |
| Argentinos Juniors | 3 - 2     | Talleres (C)    |          | 3 de abril | -        |
| Estudiantes (LP)   | 1 - 0     | Boca Juniors    |          | 3 de abril | -        |
| Tigre              | 2 - 0     | All Boys        |          | 3 de abril | -        |
| San Lorenzo        | 2 - 1     | Huracán         |          | 3 de abril | -        |
| Independiente      | 1 - 0     | Vélez Sarsfield |          | 3 de abril | -        |
| Colón              | 0 - 0     | Platense        |          | 3 de abril | -        |

| Fecha 12        | Fecha 12  | Fecha 12           | Fecha 12 | Fecha 12   | Fecha 12 |
| Local           | Resultado | Visitante          | Estadio  | Fecha      | Hora     |
| --------------- | --------- | ------------------ | -------- | ---------- | -------- |
| Boca Juniors    | 0 - 4     | Rosario Central    |          | 6 de abril | -        |
| All Boys        | 2 - 2     | Independiente      |          | 6 de abril | -        |
| Platense        | 0 - 0     | Estudiantes (LP)   |          | 6 de abril | -        |
| Talleres (C)    | 2 - 0     | Ferro Carril Oeste |          | 6 de abril | -        |
| Huracán         | 0 - 0     | Argentinos Juniors |          | 6 de abril | -        |
| Quilmes         | 1 - 1     | River Plate        |          | 6 de abril | -        |
| Unión           | 2 - 0     | Tigre              |          | 6 de abril | -        |
| Racing Club     | 0 - 0     | Colón              |          | 6 de abril | -        |
| Vélez Sarsfield | 0 - 0     | San Lorenzo        |          | 6 de abril | -        |

| Fecha 13           | Fecha 13  | Fecha 13          | Fecha 13 | Fecha 13    | Fecha 13 |
| Local              | Resultado | Visitante         | Estadio  | Fecha       | Hora     |
| ------------------ | --------- | ----------------- | -------- | ----------- | -------- |
| Rosario Central    | 0 - 0     | Platense          |          | 13 de abril | -        |
| Estudiantes (LP)   | 3 - 0     | Racing Club       |          | 13 de abril | -        |
| Colón              | 0 - 0     | Talleres (C)      |          | 13 de abril | -        |
| Ferro Carril Oeste | 2 - 2     | Huracán           |          | 13 de abril | -        |
| Argentinos Juniors | 1 - 2     | Vélez Sarsfield   |          | 13 de abril | -        |
| San Lorenzo        | 2 - 1     | All Boys          |          | 13 de abril | -        |
| Independiente      | 2 - 1     | Unión             |          | 13 de abril | -        |
| Tigre              | 2 - 2     | Quilmes           |          | 13 de abril | -        |
| River Plate        | 1 - 1     | Newell's Old Boys |          | 13 de abril | -        |

| Fecha 14          | Fecha 14  | Fecha 14           | Fecha 14 | Fecha 14    | Fecha 14 |
| Local             | Resultado | Visitante          | Estadio  | Fecha       | Hora     |
| ----------------- | --------- | ------------------ | -------- | ----------- | -------- |
| Talleres (C)      | 5 - 2     | Estudiantes (LP)   |          | 20 de abril | -        |
| Racing Club       | 1 - 4     | Rosario Central    |          | 20 de abril | -        |
| Newell's Old Boys | 3 - 1     | Tigre              |          | 20 de abril | -        |
| All Boys          | 0 - 0     | Argentinos Juniors |          | 20 de abril | -        |
| Vélez Sarsfield   | 0 - 0     | Ferro Carril Oeste |          | 20 de abril | -        |
| Quilmes           | 2 - 2     | Independiente      |          | 20 de abril | -        |
| Huracán           | 2 - 1     | Colón              |          | 20 de abril | -        |
| Unión             | 0 - 1     | San Lorenzo        |          | 20 de abril | -        |
| Platense          | 0 - 0     | Boca Juniors       |          | 20 de abril | -        |

| Fecha 15           | Fecha 15  | Fecha 15          | Fecha 15 | Fecha 15    | Fecha 15 |
| Local              | Resultado | Visitante         | Estadio  | Fecha       | Hora     |
| ------------------ | --------- | ----------------- | -------- | ----------- | -------- |
| Tigre              | 1 - 3     | River Plate       |          | 22 de abril | -        |
| Boca Juniors       | 1 - 1     | Racing Club       |          | 23 de abril | -        |
| Rosario Central    | 0 - 2     | Talleres (C)      |          | 23 de abril | -        |
| Estudiantes (LP)   | 0 - 0     | Huracán           |          | 23 de abril | -        |
| Colón              | 1 - 0     | Vélez Sarsfield   |          | 23 de abril | -        |
| Ferro Carril Oeste | 2 - 0     | All Boys          |          | 23 de abril | -        |
| Argentinos Juniors | 1 - 3     | Unión             |          | 23 de abril | -        |
| San Lorenzo        | 1 - 1     | Quilmes           |          | 23 de abril | -        |
| Independiente      | 0 - 5     | Newell's Old Boys |          | 23 de abril | -        |

| Fecha 16          | Fecha 16  | Fecha 16           | Fecha 16 | Fecha 16    | Fecha 16 |
| Local             | Resultado | Visitante          | Estadio  | Fecha       | Hora     |
| ----------------- | --------- | ------------------ | -------- | ----------- | -------- |
| Talleres (C)      | 1 - 1     | Boca Juniors       |          | 26 de abril | -        |
| Independiente     | 1 - 1     | River Plate 1      |          | 27 de abril | -        |
| Newell's Old Boys | 2 - 2     | San Lorenzo        |          | 27 de abril | -        |
| Quilmes           | 1 - 0     | Argentinos Juniors |          | 27 de abril | -        |
| Unión             | 2 - 0     | Ferro Carril Oeste |          | 27 de abril | -        |
| All Boys          | 0 - 2     | Colón              |          | 27 de abril | -        |
| Vélez Sarsfield   | 0 - 0     | Estudiantes (LP)   |          | 27 de abril | -        |
| Huracán           | 0 - 0     | Rosario Central    |          | 27 de abril | -        |
| Racing Club       | 1 - 0     | Platense           |          | 27 de abril | -        |

| Fecha 17           | Fecha 17  | Fecha 17          | Fecha 17 | Fecha 17    | Fecha 17 |
| Local              | Resultado | Visitante         | Estadio  | Fecha       | Hora     |
| ------------------ | --------- | ----------------- | -------- | ----------- | -------- |
| Ferro Carril Oeste | 1 - 1     | Quilmes           |          | 28 de abril | -        |
| San Lorenzo        | 1 - 1     | River Plate       |          | 28 de abril | -        |
| Estudiantes (LP)   | 2 - 1     | All Boys          |          | 28 de abril | -        |
| Rosario Central    | 1 - 1     | Vélez Sarsfield   |          | 28 de abril | -        |
| Platense           | 3 - 1     | Talleres (C)      |          | 28 de abril | -        |
| Colón              | 0 - 1     | Unión             |          | 28 de abril | -        |
| Argentinos Juniors | 4 - 2     | Newell's Old Boys |          | 28 de abril | -        |
| Independiente      | 1 - 1     | Tigre             |          | 28 de abril | -        |
| Boca Juniors       | 2 - 1     | Huracán           |          | 28 de abril | -        |

| Fecha 18          | Fecha 18  | Fecha 18           | Fecha 18 | Fecha 18  | Fecha 18 |
| Local             | Resultado | Visitante          | Estadio  | Fecha     | Hora     |
| ----------------- | --------- | ------------------ | -------- | --------- | -------- |
| Quilmes           | 0 - 0     | Colón              |          | 5 de mayo | -        |
| Talleres (C)      | 1 - 1     | Racing Club        |          | 5 de mayo | -        |
| Huracán           | 1 - 2     | Platense           |          | 5 de mayo | -        |
| Unión             | 1 - 0     | Estudiantes (LP)   |          | 5 de mayo | -        |
| River Plate       | 0 - 2     | Argentinos Juniors |          | 5 de mayo | -        |
| All Boys          | 1 - 0     | Rosario Central    |          | 5 de mayo | -        |
| Vélez Sarsfield   | 1 - 0     | Boca Juniors       |          | 5 de mayo | -        |
| Newell's Old Boys | 0 - 1     | Ferro Carril Oeste |          | 5 de mayo | -        |
| Tigre             | 0 - 0     | San Lorenzo        |          | 5 de mayo | -        |

| Fecha 19           | Fecha 19  | Fecha 19          | Fecha 19 | Fecha 19   | Fecha 19 |
| Local              | Resultado | Visitante         | Estadio  | Fecha      | Hora     |
| ------------------ | --------- | ----------------- | -------- | ---------- | -------- |
| Racing Club        | 0 - 0     | Huracán           |          | 25 de mayo | -        |
| Ferro Carril Oeste | 1 - 3     | River Plate       |          | 25 de mayo | -        |
| Boca Juniors       | 1 - 1     | All Boys          |          | 25 de mayo | -        |
| Colón              | 3 - 1     | Newell's Old Boys |          | 25 de mayo | -        |
| Rosario Central    | 2 - 0     | Unión             |          | 25 de mayo | -        |
| Platense           | 2 - 1     | Vélez Sarsfield   |          | 25 de mayo | -        |
| San Lorenzo        | 1 - 1     | Independiente     |          | 25 de mayo | -        |
| Argentinos Juniors | 2 - 1     | Tigre             |          | 25 de mayo | -        |
| Estudiantes (LP)   | 1 - 0     | Quilmes           |          | 25 de mayo | -        |

### Segunda rueda
| Fecha 20           | Fecha 20  | Fecha 20          | Fecha 20 | Fecha 20   | Fecha 20 |
| Local              | Resultado | Visitante         | Estadio  | Fecha      | Hora     |
| ------------------ | --------- | ----------------- | -------- | ---------- | -------- |
| Talleres (C)       | 1 - 5     | Huracán           |          | 1 de junio | -        |
| Argentinos Juniors | 1 - 0     | Independiente     |          | 1 de junio | -        |
| Ferro Carril Oeste | 2 - 1     | Tigre             |          | 1 de junio | -        |
| Colón              | 1 - 3     | River Plate       |          | 1 de junio | -        |
| Estudiantes (LP)   | 0 - 5     | Newell's Old Boys |          | 1 de junio | -        |
| Rosario Central    | 0 - 0     | Quilmes           |          | 1 de junio | -        |
| Boca Juniors       | 1 - 0     | Unión             |          | 1 de junio | -        |
| Platense           | 1 - 1     | All Boys          |          | 1 de junio | -        |
| Racing Club        | 1 - 1     | Vélez Sarsfield   |          | 1 de junio | -        |

| Fecha 21          | Fecha 21  | Fecha 21           | Fecha 21 | Fecha 21   | Fecha 21 |
| Local             | Resultado | Visitante          | Estadio  | Fecha      | Hora     |
| ----------------- | --------- | ------------------ | -------- | ---------- | -------- |
| Vélez Sarsfield   | 0 - 1     | Talleres (C)       |          | 4 de junio | -        |
| All Boys          | 1 - 1     | Racing Club        |          | 4 de junio | -        |
| Unión             | 1 - 0     | Platense           |          | 4 de junio | -        |
| Quilmes           | 2 - 2     | Boca Juniors       |          | 4 de junio | -        |
| Newell's Old Boys | 0 - 1     | Rosario Central    |          | 4 de junio | -        |
| River Plate       | 1 - 1     | Estudiantes (LP)   |          | 4 de junio | -        |
| Tigre             | 2 - 0     | Colón              |          | 4 de junio | -        |
| Independiente     | 2 - 0     | Ferro Carril Oeste |          | 4 de junio | -        |
| San Lorenzo       | 1 - 1     | Argentinos Juniors |          | 4 de junio | -        |

| Fecha 22           | Fecha 22  | Fecha 22          | Fecha 22 | Fecha 22   | Fecha 22 |
| Local              | Resultado | Visitante         | Estadio  | Fecha      | Hora     |
| ------------------ | --------- | ----------------- | -------- | ---------- | -------- |
| Talleres (C)       | 0 - 0     | All Boys          |          | 8 de junio | -        |
| Boca Juniors       | 3 - 0     | Newell's Old Boys |          | 8 de junio | -        |
| Huracán            | 5 - 1     | Vélez Sarsfield   |          | 8 de junio | -        |
| Racing Club        | 1 - 1     | Unión             |          | 8 de junio | -        |
| Platense           | 2 - 1     | Quilmes           |          | 8 de junio | -        |
| Rosario Central    | 0 - 0     | River Plate       |          | 8 de junio | -        |
| Estudiantes (LP)   | 1 - 1     | Tigre             |          | 8 de junio | -        |
| Colón              | 2 - 1     | Independiente     |          | 8 de junio | -        |
| Ferro Carril Oeste | 2 - 1     | San Lorenzo       |          | 8 de junio | -        |

| Fecha 23           | Fecha 23  | Fecha 23           | Fecha 23           | Fecha 23    | Fecha 23 |
| Local              | Resultado | Visitante          | Estadio            | Fecha       | Hora     |
| ------------------ | --------- | ------------------ | ------------------ | ----------- | -------- |
| All Boys           | 1 - 4     | Huracán            |                    | 15 de junio | -        |
| Unión              | 0 - 1     | Talleres (C)       |                    | 15 de junio | -        |
| Quilmes            | 0 - 0     | Racing Club        |                    | 15 de junio | -        |
| Newell's Old Boys  | 0 - 2     | Platense           |                    | 15 de junio | -        |
| Tigre              | 0 - 0     | Rosario Central    |                    | 15 de junio | -        |
| Independiente      | 0 - 1     | Estudiantes (LP)   |                    | 15 de junio | -        |
| San Lorenzo        | 4 - 0     | Colón              |                    | 15 de junio | -        |
| Argentinos Juniors | 1 - 1     | Ferro Carril Oeste |                    | 15 de junio | -        |
| River Plate        | 2 - 1     | Boca Juniors       | Estadio Monumental | 15 de junio | -        |

| Fecha 24         | Fecha 24  | Fecha 24           | Fecha 24 | Fecha 24    | Fecha 24 |
| Local            | Resultado | Visitante          | Estadio  | Fecha       | Hora     |
| ---------------- | --------- | ------------------ | -------- | ----------- | -------- |
| Talleres (C)     | 4 - 2     | Quilmes            |          | 19 de junio | -        |
| Platense         | 0 - 2     | River Plate        |          | 19 de junio | -        |
| Colón            | 3 - 1     | Argentinos Juniors |          | 19 de junio | -        |
| Rosario Central  | 2 - 1     | Independiente      |          | 19 de junio | -        |
| Boca Juniors     | 2 - 0     | Tigre              |          | 19 de junio | -        |
| Huracán          | 1 - 2     | Unión              |          | 19 de junio | -        |
| Racing Club      | 0 - 0     | Newell's Old Boys  |          | 19 de junio | -        |
| Estudiantes (LP) | 1 - 0     | San Lorenzo        |          | 19 de junio | -        |
| Vélez Sársifled  | 0 - 0     | All Boys           |          | 19 de junio | -        |

| Fecha 25           | Fecha 25  | Fecha 25         | Fecha 25 | Fecha 25    | Fecha 25 |
| Local              | Resultado | Visitante        | Estadio  | Fecha       | Hora     |
| ------------------ | --------- | ---------------- | -------- | ----------- | -------- |
| Ferro Carril Oeste | 5 - 1     | Colón            |          | 22 de junio | -        |
| Quilmes            | 1 - 1     | Huracán          |          | 22 de junio | -        |
| Unión              | 2 - 0     | Vélez Sarsfield  |          | 22 de junio | -        |
| Argentinos Juniors | 1 - 0     | Estudiantes (LP) |          | 22 de junio | -        |
| Independiente      | 0 - 1     | Boca Juniors     |          | 22 de junio | -        |
| River Plate        | 2 - 0     | Racing Club      |          | 22 de junio | -        |
| Tigre              | 0 - 1     | Platense         |          | 22 de junio | -        |
| San Lorenzo        | 2 - 0     | Rosario Central  |          | 22 de junio | -        |
| Newell's Old Boys  | 1 - 1     | Talleres (C)     |          | 22 de junio | -        |

| Fecha 26         | Fecha 26  | Fecha 26           | Fecha 26 | Fecha 26    | Fecha 26 |
| Local            | Resultado | Visitante          | Estadio  | Fecha       | Hora     |
| ---------------- | --------- | ------------------ | -------- | ----------- | -------- |
| Estudiantes (LP) | 1 - 1     | Ferro Carril Oeste |          | 29 de junio | -        |
| Rosario Central  | 5 - 0     | Argentinos Juniors |          | 29 de junio | -        |
| Boca Juniors     | 1 - 1     | San Lorenzo        |          | 29 de junio | -        |
| Platense         | 0 - 0     | Independiente      |          | 29 de junio | -        |
| Racing Club      | 2 - 1     | Tigre              |          | 29 de junio | -        |
| Talleres (C)     | 0 - 0     | River Plate        |          | 29 de junio | -        |
| Huracán          | 1 - 1     | Newell's Old Boys  |          | 29 de junio | -        |
| Vélez Sarsfield  | 2 - 1     | Quilmes            |          | 29 de junio | -        |
| All Boys         | 0 - 1     | Unión              |          | 29 de junio | -        |

| Fecha 27           | Fecha 27  | Fecha 27         | Fecha 27 | Fecha 27   | Fecha 27 |
| Local              | Resultado | Visitante        | Estadio  | Fecha      | Hora     |
| ------------------ | --------- | ---------------- | -------- | ---------- | -------- |
| Argentinos Juniors | 1 - 1     | Boca Juniors     |          | 2 de julio | -        |
| Quilmes            | 0 - 1     | All Boys         |          | 2 de julio | -        |
| Newell's Old Boys  | 0 - 0     | Vélez Sarsfield  |          | 2 de julio | -        |
| River Plate        | 0 - 1     | Huracán          |          | 2 de julio | -        |
| Tigre              | 1 - 4     | Talleres (C)     |          | 2 de julio | -        |
| Independiente      | 1 - 0     | Racing Club      |          | 2 de julio | -        |
| San Lorenzo        | 1 - 1     | Platense         |          | 2 de julio | -        |
| Ferro Carril Oeste | 2 - 0     | Rosario Central  |          | 2 de julio | -        |
| Colón              | 2 - 1     | Estudiantes (LP) |          | 2 de julio | -        |

| Fecha 28        | Fecha 28  | Fecha 28           | Fecha 28 | Fecha 28   | Fecha 28 |
| Local           | Resultado | Visitante          | Estadio  | Fecha      | Hora     |
| --------------- | --------- | ------------------ | -------- | ---------- | -------- |
| Talleres (C)    | 5 - 0     | Independiente      |          | 6 de julio | -        |
| Boca Juniors    | 3 - 3     | Ferro Carril Oeste |          | 6 de julio | -        |
| Platense        | 1 - 1     | Argentinos Juniors |          | 6 de julio | -        |
| Racing Club     | 4 - 1     | San Lorenzo        |          | 6 de julio | -        |
| Huracán         | 5 - 1     | Tigre              |          | 6 de julio | -        |
| Vélez Sarsfield | 0 - 1     | River Plate        |          | 6 de julio | -        |
| All Boys        | 2 - 2     | Newell's Old Boys  |          | 6 de julio | -        |
| Unión           | 1 - 0     | Quilmes            |          | 6 de julio | -        |
| Rosario Central | 4 - 1     | Colón              |          | 6 de julio | -        |

| Fecha 29           | Fecha 29  | Fecha 29        | Fecha 29 | Fecha 29   | Fecha 29 |
| Local              | Resultado | Visitante       | Estadio  | Fecha      | Hora     |
| ------------------ | --------- | --------------- | -------- | ---------- | -------- |
| Colón              | 0 - 1     | Boca Juniors    |          | 9 de julio | -        |
| Newell's Old Boys  | 2 - 1     | Unión           |          | 9 de julio | -        |
| River Plate        | 5 - 0     | All Boys        |          | 9 de julio | -        |
| Tigre              | 0 - 0     | Vélez Sarsfield |          | 9 de julio | -        |
| Independiente      | 1 - 1     | Huracán         |          | 9 de julio | -        |
| San Lorenzo        | 1 - 1     | Talleres (C)    |          | 9 de julio | -        |
| Argentinos Juniors | 1 - 0     | Racing Club     |          | 9 de julio | -        |
| Ferro Carril Oeste | 1 - 2     | Platense        |          | 9 de julio | -        |
| Estudiantes (LP)   | 1 - 1     | Rosario Central |          | 9 de julio | -        |

| Fecha 30        | Fecha 30  | Fecha 30           | Fecha 30 | Fecha 30    | Fecha 30 |
| Local           | Resultado | Visitante          | Estadio  | Fecha       | Hora     |
| --------------- | --------- | ------------------ | -------- | ----------- | -------- |
| Vélez Sarsfield | 2 - 1     | Independiente      |          | 13 de julio | -        |
| Talleres (C)    | 0 - 0     | Argentinos Juniors |          | 13 de julio | -        |
| All Boys        | 1 - 1     | Tigre              |          | 13 de julio | -        |
| Unión           | 0 - 0     | River Plate        |          | 13 de julio | -        |
| Platense        | 0 - 1     | Colón              |          | 13 de julio | -        |
| Boca Juniors    | 2 - 0     | Estudiantes (LP)   |          | 13 de julio | -        |
| Quilmes         | 1 - 0     | Newell's Old Boys  |          | 13 de julio | -        |
| Racing Club     | 0 - 0     | Ferro Carril Oeste |          | 13 de julio | -        |
| Huracán         | 1 - 0     | San Lorenzo        |          | 13 de julio | -        |

| Fecha 31           | Fecha 31  | Fecha 31        | Fecha 31 | Fecha 31    | Fecha 31 |
| Local              | Resultado | Visitante       | Estadio  | Fecha       | Hora     |
| ------------------ | --------- | --------------- | -------- | ----------- | -------- |
| River Plate        | 3 - 1     | Quilmes         |          | 20 de julio | -        |
| Tigre              | 0 - 1     | Unión           |          | 20 de julio | -        |
| Independiente      | 2 - 1     | All Boys        |          | 20 de julio | -        |
| San Lorenzo        | 1 - 1     | Vélez Sarsfield |          | 20 de julio | -        |
| Argentinos Juniors | 1 - 1     | Huracán         |          | 20 de julio | -        |
| Ferro Carril Oeste | 2 - 2     | Talleres (C)    |          | 20 de julio | -        |
| Colón              | 2 - 1     | Racing Club     |          | 20 de julio | -        |
| Estudiantes (LP)   | 2 - 0     | Platense        |          | 20 de julio | -        |
| Rosario Central    | 2 - 2     | Boca Juniors    |          | 20 de julio | -        |

| Fecha 32          | Fecha 32  | Fecha 32           | Fecha 32 | Fecha 32    | Fecha 32 |
| Local             | Resultado | Visitante          | Estadio  | Fecha       | Hora     |
| ----------------- | --------- | ------------------ | -------- | ----------- | -------- |
| Newell's Old Boys | 0 - 1     | River Plate        |          | 27 de julio | -        |
| Unión             | 2 - 1     | Independiente      |          | 27 de julio | -        |
| Talleres (C)      | 2 - 3     | Colón              |          | 27 de julio | -        |
| Racing Club       | 4 - 0     | Estudiantes (LP)   |          | 27 de julio | -        |
| Vélez Sarsfield   | 1 - 1     | Argentinos Juniors |          | 27 de julio | -        |
| Quilmes           | 4 - 1     | Tigre              |          | 27 de julio | -        |
| Huracán           | 2 - 2     | Ferro Carril Oeste |          | 27 de julio | -        |
| All Boys          | 1 - 1     | San Lorenzo        |          | 27 de julio | -        |
| Platense          | 0 - 0     | Rosario Central    |          | 27 de julio | -        |

| Fecha 33           | Fecha 33  | Fecha 33          | Fecha 33 | Fecha 33    | Fecha 33 |
| Local              | Resultado | Visitante         | Estadio  | Fecha       | Hora     |
| ------------------ | --------- | ----------------- | -------- | ----------- | -------- |
| Colón              | 2 - 2     | Huracán           |          | 3 de agosto | -        |
| Racing Club        | 1 - 1     | Rosario Central   |          | 3 de agosto | -        |
| Tigre              | 3 - 4     | Newell's Old Boys |          | 4 de agosto | -        |
| Independiente      | 1 - 0     | Quilmes           |          | 4 de agosto | -        |
| San Lorenzo        | 3 - 2     | Unión             |          | 4 de agosto | -        |
| Argentinos Juniors | 3 - 3     | All Boys          |          | 4 de agosto | -        |
| Ferro Carril Oeste | 1 - 2     | Vélez Sarsfield   |          | 4 de agosto | -        |
| Estudiantes (LP)   | 0 - 3     | Talleres (C)      |          | 4 de agosto | -        |
| Boca Juniors       | 0 - 0     | Platense 0        |          | 4 de agosto | -        |

| Fecha 34          | Fecha 34  | Fecha 34           | Fecha 34 | Fecha 34    | Fecha 34 |
| Local             | Resultado | Visitante          | Estadio  | Fecha       | Hora     |
| ----------------- | --------- | ------------------ | -------- | ----------- | -------- |
| Racing Club       | 0 - 0     | Boca Juniors       |          | 7 de agosto | -        |
| Talleres (C)      | 2 - 2     | Rosario Central    |          | 7 de agosto | -        |
| Huracán           | 0 - 1     | Estudiantes (LP)   |          | 7 de agosto | -        |
| Vélez Sarsfield   | 1 - 1     | Colón              |          | 7 de agosto | -        |
| All Boys          | 1 - 4     | Ferro Carril Oeste |          | 7 de agosto | -        |
| Unión             | 2 - 1     | Argentinos Juniors |          | 7 de agosto | -        |
| Quilmes           | 1 - 0     | San Lorenzo        |          | 7 de agosto | -        |
| Newell's Old Boys | 0 - 0     | Independiente      |          | 7 de agosto | -        |
| River Plate       | 3 - 1     | Tigre              |          | 7 de agosto | -        |

| Fecha 35           | Fecha 35  | Fecha 35          | Fecha 35 | Fecha 35     | Fecha 35 |
| Local              | Resultado | Visitante         | Estadio  | Fecha        | Hora     |
| ------------------ | --------- | ----------------- | -------- | ------------ | -------- |
| Boca Juniors       | 0 - 0     | Talleres (C)      |          | 10 de agosto | -        |
| Independiente      | 2 - 2     | River Plate       |          | 10 de agosto | -        |
| San Lorenzo        | 2 - 1     | Newell's Old Boys |          | 10 de agosto | -        |
| Platense           | 2 - 2     | Racing Club       |          | 10 de agosto | -        |
| Ferro Carril Oeste | 3 - 1     | Unión             |          | 10 de agosto | -        |
| Argentinos Juniors | 2 - 2     | Quilmes           |          | 10 de agosto | -        |
| Colón              | 1 - 0     | All Boys          |          | 10 de agosto | -        |
| Rosario Central    | 2 - 1     | Huracán           |          | 10 de agosto | -        |
| Estudiantes (LP)   | 3 - 1     | Vélez Sarsfield   |          | 10 de agosto | -        |

| Fecha 36          | Fecha 36  | Fecha 36           | Fecha 36 | Fecha 36     | Fecha 36 |
| Local             | Resultado | Visitante          | Estadio  | Fecha        | Hora     |
| ----------------- | --------- | ------------------ | -------- | ------------ | -------- |
| Huracán           | 1 - 3     | Boca Juniors       |          | 17 de agosto | -        |
| Quilmes           | 2 - 1     | Ferro Carril Oeste |          | 17 de agosto | -        |
| River Plate       | 2 - 0     | San Lorenzo        |          | 17 de agosto | -        |
| Unión             | 3 - 1     | Colón              |          | 17 de agosto | -        |
| Tigre             | 0 - 1     | Independiente      |          | 17 de agosto | -        |
| Vélez Sarsfield   | 3 - 0     | Rosario Central    |          | 17 de agosto | -        |
| All Boys          | 1 - 1     | Estudiantes (LP)   |          | 17 de agosto | -        |
| Talleres (C)      | 3 - 3     | Platense           |          | 17 de agosto | -        |
| Newell's Old Boys | 1 - 1     | Argentinos Juniors |          | 17 de agosto | -        |

| Fecha 37           | Fecha 37  | Fecha 37          | Fecha 37 | Fecha 37     | Fecha 37 |
| Local              | Resultado | Visitante         | Estadio  | Fecha        | Hora     |
| ------------------ | --------- | ----------------- | -------- | ------------ | -------- |
| Boca Juniors       | 1 - 2     | Vélez Sarsfield   |          | 24 de agosto | -        |
| San Lorenzo        | 3 - 0     | Tigre             |          | 24 de agosto | -        |
| Argentinos Juniors | 4 - 2     | River Plate       |          | 24 de agosto | -        |
| Ferro Carril Oeste | 0 - 0     | Newell's Old Boys |          | 24 de agosto | -        |
| Colón              | 1 - 0     | Quilmes           |          | 24 de agosto | -        |
| Platense           | 4 - 0     | Huracán           |          | 24 de agosto | -        |
| Racing Club        | 1 - 0     | Talleres (C)      |          | 24 de agosto | -        |
| Estudiantes (LP)   | 1 - 1     | Unión             |          | 24 de agosto | -        |
| Rosario Central    | 2 - 2     | All Boys          |          | 24 de agosto | -        |

| Fecha 38          | Fecha 38  | Fecha 38           | Fecha 38 | Fecha 38     | Fecha 38 |
| Local             | Resultado | Visitante          | Estadio  | Fecha        | Hora     |
| ----------------- | --------- | ------------------ | -------- | ------------ | -------- |
| River Plate       | 2 - 1     | Ferro Carril Oeste |          | 31 de agosto | -        |
| Tigre             | 1 - 4     | Argentinos Juniors |          | 31 de agosto | -        |
| Newell's Old Boys | 2 - 0     | Colón              |          | 31 de agosto | -        |
| Vélez Sarsfield   | 1 - 1     | Platense           |          | 31 de agosto | -        |
| Quilmes           | 0 - 0     | Estudiantes (LP)   |          | 31 de agosto | -        |
| Unión             | 1 - 1     | Rosario Central    |          | 31 de agosto | -        |
| Independiente     | 0 - 0     | San Lorenzo        |          | 31 de agosto | -        |
| Huracán           | 0 - 0     | Racing Club        |          | 31 de agosto | -        |
| All Boys          | 0 - 1     | Boca Juniors       |          | 31 de agosto | -        |

## Descensos y ascensos
Quilmes, All Boys y Tigre descendieron a Primera B. Con el ascenso de Sarmiento (J) y la incorporación de Instituto, que fue promovido a los torneos regulares en virtud de la Resolución 1.309, el número de equipos participantes del Metropolitano 1981 se redujo a 18.

## Goleadores
| Jugador              | Jugador                | Goles | Equipo             |
| -------------------- | ---------------------- | ----- | ------------------ |
| Bandera de Argentina | Diego Maradona         | 25    | Argentinos Juniors |
| Bandera de Argentina | Dante Sanabria         | 22    | Huracán            |
| Bandera de Argentina | Julio Hector Apariente | 16    | Ferro Carril Oeste |
| Bandera de Argentina | Humberto Bravo         | 16    | Talleres (C)       |
| Bandera de Argentina | Ramón Díaz             | 14    | River Plate        |
| Bandera de Argentina | Edgardo Paruzzo        | 13    | Tigre              |